# Els Launspach
Els Launspach (Arnhem, 22 december 1951) is een Nederlandse auteur. Ze is afgestudeerd in theaterwetenschap (Amsterdam 1981) en publiceerde in Toneel Theatraal, de Theatermaker en Het Nederlands Scenario. Ze werkte als dramaturg voor toneelgroep Sater en organiseerde vier geënsceneerde discussies onder de naam ´De Bovenzaal´ in het Mickerytheater. Launspach schreef essays over Antony and Cleopatra van William Shakespeare (De Gids), Lulu van Wedekind (Lust & Gratie) en Shakespeare's King Richard III (Documenta). Ze gaf  les over de Griekse tragedie en Shakespeare aan de Amsterdamse Hogeschool voor de Kunsten (nu Academie voor Theater en Dans), en ontwikkelde een Engelse lesmodule over Shakespeare's Midzomernachtdroom in relatie tot de mimetische theorie van René Girard. Daarnaast publiceerde ze een tiental romans.

### Fictie
1984 - Dido & Aeneas, toneelstuk voor 5 spelers (Theaterinstituut Jan Kassies) Amsterdam
- 1994 - Jeanne d´Arc, jeugdboek, uitg. Holland
- 1996 - Het Zwarte Schip, psychologische roman voor jongeren, uitg. Gottmer
- 1999 - Brechtje (eerste deel van historische trilogie), Gottmer
- 2000 - De zoon van de Vuurgeest (tweede deel van historische trilogie), Gottmer
- 2001 - Robin (derde deel van historische trilogie), Gottmer
- 2004 - Verboden vriendschap, kinderboek over het begin van de arbeidersbeweging, Zwijsen
- 2005 - Het Groene Gen, toekomstroman voor adolescenten, Lannoo
- 2006 - De komst van Guattaral, de trilogie over ontdekkingsreizigers en indianen in een band, Lannoo
- 2008 - Het hondje van Hogelaarschie, kort verhaal over een Zuid-Hollands landgoed, Kunstgebouw
- 2008 - Messire, historische roman over Shakespeare's Richard III, Atlas
- 2014 - Richard Revisited, roman over Shakespeare's Richard III, International Theatre & Film Books
- 2021 - Richard Revisited, roman over Shakespeare's Richard III, paperback en ebook, Amazon
- 2015 - Jonker, moderne roman over familieconflict na politionele acties, Indeknipscheer
- 2016 - Maîtresse van Oranje, roman over stadhouder Maurits en Margaretha in 17e-eeuws Den Haag, Indeknipscheer.
- 2023 - De Tuinen van licht, roman over een jonge hovenier in 16e-/17e-eeuws Europa, Sterck & De Vreese.

### Non-fictie
- 1982 - Vier geënsceneerde discussies in de Bovenzaal, de analyse van een experiment, Mickery 1982
- 1990 - In het oosten zijn de bedden zacht, over Shakespeare´s Antony and Cleopatra (de Gids, februari 1990)
- 1992 - Het moment van verbrijzeling, verhalend essay over Lulu van Wedekind (Lust & Gratie nr. 36, 1992)
- 2009 - Medeplichtig aan terreur, Shakespeare´s Richard III als vervolgingstekst (Documenta, Gent, nr. 1, 2009)
- 2009 - Schurk of zondebok, essay over René Girard en Shakespeare (Theaterschrift Lucifer 8, april 2009)
- 2011 - Persona non grata. Hans Janmaat in tv programma Het Zwarte Schaap (Rond de crisis, Parthenon 2011)
- 2023 - Reading Shakespeare's Richard III against the grain (Bulletin COV&R 76).

## Televisieseries
- 1996-1998 - Die Stadtklinik, Duitse dramaserie van Hans Galesloot
- 2000 - Het Smalhoekziekenhuis, single-play in de reeks De Aanklacht